# Let číslo 93
Let číslo 93 je americký filmový thriller z roku 2006, který režíroval Paul Greengrass. Téhož roku měl premiéru i televizní snímek Let 93, který je dějově shodný. Filmy byly natočeny podle skutečných událostí z letu United Airlines 93 dne 11. září 2001 při teroristických útocích.
Film měl premiéru na Filmovém festivalu Tribeca dne 26. dubna 2006. Po celé Americe se poté promítal od 28. dubna 2006. V České republice měl premiéru dne 24. srpna 2006. Film vydělal celosvětově přes 76,3 milionů dolarů.

## Děj
Dne 11. září 2001 došlo k únosu čtyř dopravních letadel, z nichž dvě vletěla do Světového obchodního centra v New Yorku a třetí do ministerstva obrany USA. Teroristi ve čtvrtém uneseném letadle však měli v plánu letadlo shodit na Bílý dům nebo Kongres, v čemž se jim cestující vlastní silou snaží zabránit.

## Obsazení
- Christian Clemenson jako Tom Burnett
- Cheyenne Jackson jako Mark Bingham
- David Alan Basche jako Todd Beamer
- Peter Hermann jako Jeremy Glick
- Daniel Sauli jako Richard Guadagno
- Trish Gates jako Sandra Bradshaw
- Corey Johnson jako Louis J. Nacke, II
- Richard Bekins jako William Joseph Cashman
- Michael J. Reynolds jako Patrick Joseph Driscoll
- Khalid Abdalla jako Ziad Jarrah
- Lewis Alsamari jako Saeed al-Ghamdi
- Jamie Harding jako Ahmed al-Nami
- Omar Berdouni jako Ahmed al-Haznawi
- Opal Alladin jako CeeCee Lyles
- Nancy McDoniel jako Lorraine G. Bay
- Peter Marinker jako Andrew Garcia
- David Rasche jako Donald Freeman Greene
- J. J. Johnson jako kapitán Jason Dahl
- Gary Commock jako LeRoy Homer Jr.
- Polly Adams jako Deborah Welsh
- Chip Zien jako Mark Rothenberg
- Erich Redman jako Christian Adams
- Kate Jennings Grant jako Lauren Grandcolas
- Starla Benford jako Wanda Anita Green
- Simon Poland jako Alan Anthony Beaven
- Trieste Kelly Dunn jako Deora Frances Bodley
- Jodie Lynne McClintock jako Marion R. Britton
- Marceline Hugot jako Georgine Rose Corrigan
- Rebecca Schull jako Patricia Cushing
- Ray Charleson jako Joseph DeLuca
- Tom O'Rourke jako Donald Peterson
- Becky London jako Jean Headley Peterson
- John Rothman jako Edward P. Felt
- Libby Morris jako Hilda Marcin
- Denny Dillon jako Colleen Fraser
- Susan Blommaert jako Jane Folger
- Tara Hugo jako Kristin White Gould
- Lorna Dallas jako Linda Gronlund
- Masato Kamo jako Toshiya Kuge
- Liza Colón-Zayas jako Waleska Martinez
- Olivia Thirlby jako Nicole Carol Miller
- Leigh Zimmerman jako Christine Snyder
- Joe Jamrog jako John Talignani
- Chloe Sirene jako Honor Elizabeth Wainio
- Patrick St. Esprit jako Kevin Nasypany

## Ocenění a nominace
| Ocenění                                              | Kategorie                                         | Nominovaný | Výsledek  |
| ---------------------------------------------------- | ------------------------------------------------- | --- | --------- |
| American Cinema Editors Awards                       | nejlepší střih (film–drama)                       | Claire Douglas, Richard Pearson a Christopher Rouse | nominace  |
| Americký filmový institut                            | nejlepších deset filmů roku 2006                  | | vítězství |
| Austin Film Critics Association Awards               | nejlepších deset filmů roku 2006                  | | vítězství |
| Austin Film Critics Association Awards               | nejlepší film                                     | | vítězství |
| Boston Society of Film Critics Awards                | nejlepší film                                     | | 2. místo  |
| Boston Society of Film Critics Awards                | nejlepší režie                                    | Paul Greengrass | 2. místo  |
| Boston Society of Film Critics Awards                | nejlepší obsazení                                 | | vítězství |
| Filmová cena Britské akademie                        | nejlepší britský film                             | | nominace  |
| Filmová cena Britské akademie                        | nejlepší režie                                    | Paul Greengrass | vítězství |
| Filmová cena Britské akademie                        | nejlepší původní scénář                           | Paul Greengrass | nominace  |
| Filmová cena Britské akademie                        | nejlepší střih                                    | Claire Douglas, Richard Pearson a Christopher Rouse | vítězství |
| Filmová cena Britské akademie                        | nejlepší kamera                                   | Barry Ackroyd | nominace  |
| Filmová cena Britské akademie                        | nejlepší zvuk                                     | Douglas Cooper, Eddy Joseph, Chris Munro, Mike Prestwood Smith a Oliver Tarney                                                                                 | nominace  |
| British Film Institute Awards                        | nejlepších deset filmů roku 2006                  | | vítězství |
| Central Ohio Film Critics Association Awards         | nejlepších deset filmů roku 2006                  | | 7. místo  |
| Chicago Film Critics Association Awards              | nejlepší film                                     | | nominace  |
| Chicago Film Critics Association Awards              | nejlepší režie                                    | Paul Greengrass | nominace  |
| Chicago Film Critics Association Awards              | nejlepší původní scénář                           | Paul Greengrass | nominace  |
| Critics' Choice Awards                               | nejlepší film                                     | | 2. místo  |
| Critics' Choice Awards                               | nejlepší režie                                    | Paul Greengrass | 2. místo  |
| Dallas–Fort Worth Film Critics Association Awards    | nejlepších deset filmů roku 2006                  | | vítězství |
| Dallas–Fort Worth Film Critics Association Awards    | nejlepší film                                     | Tim Bevan, Eric Fellner and Paul Greengrass | vítězství |
| Dallas–Fort Worth Film Critics Association Awards    | nejlepší režie                                    | Paul Greengrass | 2. místo  |
| Empire Awards                                        | nejlepší film                                     | Tim Bevan, Eric Fellner, Lloyd Levin and Paul Greengrass | nominace  |
| Empire Awards                                        | nejlepší britský film                             | | vítězství |
| Evening Standard British Film Awards                 | nejlepší film                                     | | vítězství |
| Irish Film & Television Awards                       | nejlepší mezinárodní film                         | | nominace  |
| Kansas City Film Critics Circle Awards               | nejlepší film                                     | | vítězství |
| Kansas City Film Critics Circle Awards               | nejlepší režie                                    | Paul Greengrass | vítězství |
| Las Vegas Film Critics Society Awards                | nejlepších deset filmů roku 2006                  | | 4. místo  |
| London Film Critics' Circle Awards                   | nejlepší film                                     | Tim Bevan, Eric Fellner, Lloyd Levin a Paul Greengrass | vítězství |
| London Film Critics' Circle Awards                   | nejlepší režie                                    | Paul Greengrass | vítězství |
| London Film Critics' Circle Awards                   | nejlepší britský producent                        | Tim Bevan, Eric Fellner a Paul Greengrass | vítězství |
| Los Angeles Film Critics Association Awards          | nejlepší režie                                    | Paul Greengrass | vítězství |
| Motion Picture Sound Editors Golden Reel Awards      | nejlepší střih zvuku (zvukové efekty)             | Harry Barnes, Martin Cantwell, Simon Chase, Paul Conway, Tony Currie, Richard Fordham, Alex Joseph, Eddy Joseph, Stuart Morton, Oliver Tarney a Jack Whittaker | nominace  |
| National Society of Film Critics Awards              | nejlepší režie                                    | Paul Greengrass | vítězství |
| New York Film Critics Circle Awards                  | nejlepší film                                     | | vítězství |
| Oklahoma Film Critics Circle Awards                  | nejlepší film                                     | | vítězství |
| Online Film Critics Society Awards                   | nejlepší film                                     | | vítězství |
| Online Film Critics Society Awards                   | nejlepší režie                                    | Paul Greengrass | nominace  |
| Online Film Critics Society Awards                   | nejlepší střih                                    | Claire Douglas, Richard Pearson a Christopher Rouse | vítězství |
| Online Film Critics Society Awards                   | nejlepší původní scénář                           | Paul Greengrass | nominace  |
| Oscar                                                | nejlepší režie                                    | Paul Greengrass | nominace  |
| Oscar                                                | nejlepší střih                                    | Claire Douglas, Richard Pearson a Christopher Rouse | nominace  |
| Phoenix Film Critics Society Awards                  | nejlepší film                                     | | vítězství |
| ICG Publicists' Awards                               | Maxwell Weinberg Award for Top Publicity Campaign | | nominace  |
| St. Louis Gateway Film Critics Association Awards    | Top 10 Films                                      | | vítězství |
| St. Louis Gateway Film Critics Association Awards    | nejlepší film                                     | | nominace  |
| St. Louis Gateway Film Critics Association Awards    | nejlepší režie                                    | Paul Greengrass | nominace  |
| St. Louis Gateway Film Critics Association Awards    | nejoriginálnější film                             | | vítězství |
| San Diego Film Critics Society Awards                | nejlepší střih                                    | Claire Douglas, Richard Pearson a Christopher Rouse | vítězství |
| Southeastern Film Critics Association Awards         | nejlepších deset filmů                            | | 4. místo  |
| Toronto Film Critics Association Awards              | nejlepší film                                     | | nominace  |
| Toronto Film Critics Association Awards              | nejlepší režie                                    | Paul Greengrass | nominace  |
| Utah Film Critics Association Awards                 | nejlepší film                                     | | vítězství |
| Utah Film Critics Association Awards                 | nejlepší režie                                    | Paul Greengrass | 2. místo  |
| Utah Film Critics Association Awards                 | nejlepší scénář                                   | Paul Greengrass | 2. místo  |
| Washington D.C. Area Film Critics Association Awards | nejlepší film                                     | | vítězství |
| Writers Guild of America Awards                      | nejlepší původní scénář                           | Paul Greengrass | nominace  |